# 雙齒鱊
雙齒鱊（学名：Acheilognathus binidentatus），又稱二刺鱊，是輻鰭魚綱鯉形目鱊科鱊属一种，分布于中国水域。模式产地为中国天津市西青区。

## 形态特征
体长45.5～63.9毫米。体侧扁，近长菱形。腹鳍分枝鳍条7～8条，不分枝鳍条2根且均为硬棘。体背侧呈青蓝色，背鳍有一大黑斑，黑斑上方具有一条白色纵纹。体侧有一淡黄色纵纹从背鳍黑斑下方向后延伸至尾柄中央。